# 金城慶
金城 慶（きんじょう けい、1994年8月16日 - ）は、日本の男性声優。沖縄県出身。AIR AGENCY所属。

## 略歴
『BLOOD+』を見て社長（当時、AIR AGENCYの社長を務めていた藤原啓治）を初めて意識したことがきっかけで声優業を志す。勝田声優学院卒業後、AIR AGENCY声優養成所を経て、AIR AGENCYに所属。

## 人物
趣味として草野球、フットサル、カラオケをそれぞれ挙げている。特技としてオペラのような歌唱法、声帯模写をそれぞれ挙げている。

## 出演
太字はメインキャラクター。

### テレビアニメ
2017年
- 進撃の巨人（兵士）
- ツインエンジェルBREAK（アリ戦闘員）

2019年
- あんさんぶるスターズ!（男子生徒）

2020年
- もっと!まじめにふまじめ かいけつゾロリ（生花店店長）
- いわかける! - Sport Climbing Girls -（男性A、男性C）
- アイドリッシュセブン Second BEAT!（スタッフC）
- 池袋ウエストゲートパーク（男A、レッドエンジェルスC）
- ストライクウィッチーズ ROAD to BERLIN（政治家、戦車兵）

2021年
- カードファイト!! ヴァンガード overDress（僧侶）

2022年
- 薔薇王の葬列（ランカスター兵士）
- ヒーラー・ガール（観客達）

2023年
- 氷属性男子とクールな同僚女子（男性店員）
- 解雇された暗黒兵士（30代）のスローなセカンドライフ（鍛冶師B）
- Paradox Live THE ANIMATION（不良）
- 最果てのパラディン 鉄錆の山の王（骸骨ドワーフB）

2024年
- キャプテン翼シーズン2 ジュニアユース編（浜名クラブの監督）
- トリリオンゲーム（沖縄の客）

2025年
- 沖縄で好きになった子が方言すぎてツラすぎる（マジムン）

### 劇場アニメ
- 劇場版 はいからさんが通る 前編 〜紅緒、花の17歳〜（2017年）

### ゲーム
- エターナルリンケージ 〜蒼穹のアムネシア〜（2018年、ガイラム[4]）
- うたわれるもの ロストフラグ（2019年）
- FIFA 20（2019年）
- 葛唄-カズラウタ-（2019年、下村ヒロ[5]）
- BLUE PROTOCOL[6]（2023年）

### ドラマCD
- ナヴァクラハ

### 吹き替え
- エクソシスト3（2021年）※Netflix版
- ブラックパンサー/ワカンダ・フォーエバー（2022年、ジャバリの戦士2[7]）
- ファイブ・ナイツ・アット・フレディーズ（2024年、ダグ[8]）
- ナイトスイム（2024年、野球解説者1[9]）
- ミッキー17（2025年、レポーター[10]）

### ドキュメンタリー
- ヘリコプター・ハイスト: 舞い降りた略奪者 －制作の舞台裏－(ロンニ)(2024年、Netflix)

### ナレーション
- ガリバー 地方イベントCM

### ボイスオーバー
- 金持ちオーナー社長になる4つの黄金法則
- HELLO, DESIGN 日本人とデザイン

### デジタルコミック
- SAKAMOTO DAYS（2020年、ガラの悪い男[11]）
- ポポ（2021年、デモ隊[12]）
- BUILD KING（2021年、ナナ[13]）
- 逃げ上手の若君（2021年、五大院宗繁[14]）
- アメノフル（2021年、ルセット[15]、運転手[16]）
- MONSTERS（2021年、町の住人[17]）
- アヤシモン（2022年、マルオの父[18]、猪熊入道[19]）